# Спленомегалия
Спленомега́лия — патологическое увеличение размеров селезёнки.
Умеренная спленомегалия (умеренное увеличение размеров селезёнки) отмечается при многих инфекционных заболеваниях, при многих аутоиммунных заболеваниях, при гемолитических анемиях, при гемоглобинопатиях, дефектах эритроцитов и тромбоцитов. Для некоторых инфекций, например для малярии, характерна особенно значительная спленомегалия.
Очень выраженная спленомегалия, при которой селезёнка может достигать поистине гигантских размеров, заполняя собой более половины брюшной полости, наблюдается порой при лейкозах и других гемобластозах.

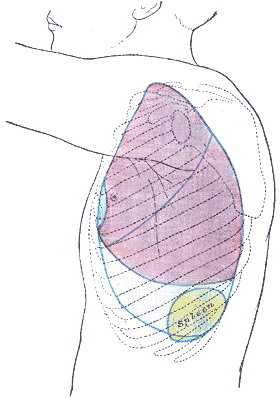
Селезёнка в норме (выделено жёлтым цветом)

Масса её достигает 6—8 кг (при хроническом миелоидном лейкозе).

## Определение
Спленомегалия определяется при размере селезёнки > 12 см.